# Schloss La Guignardière

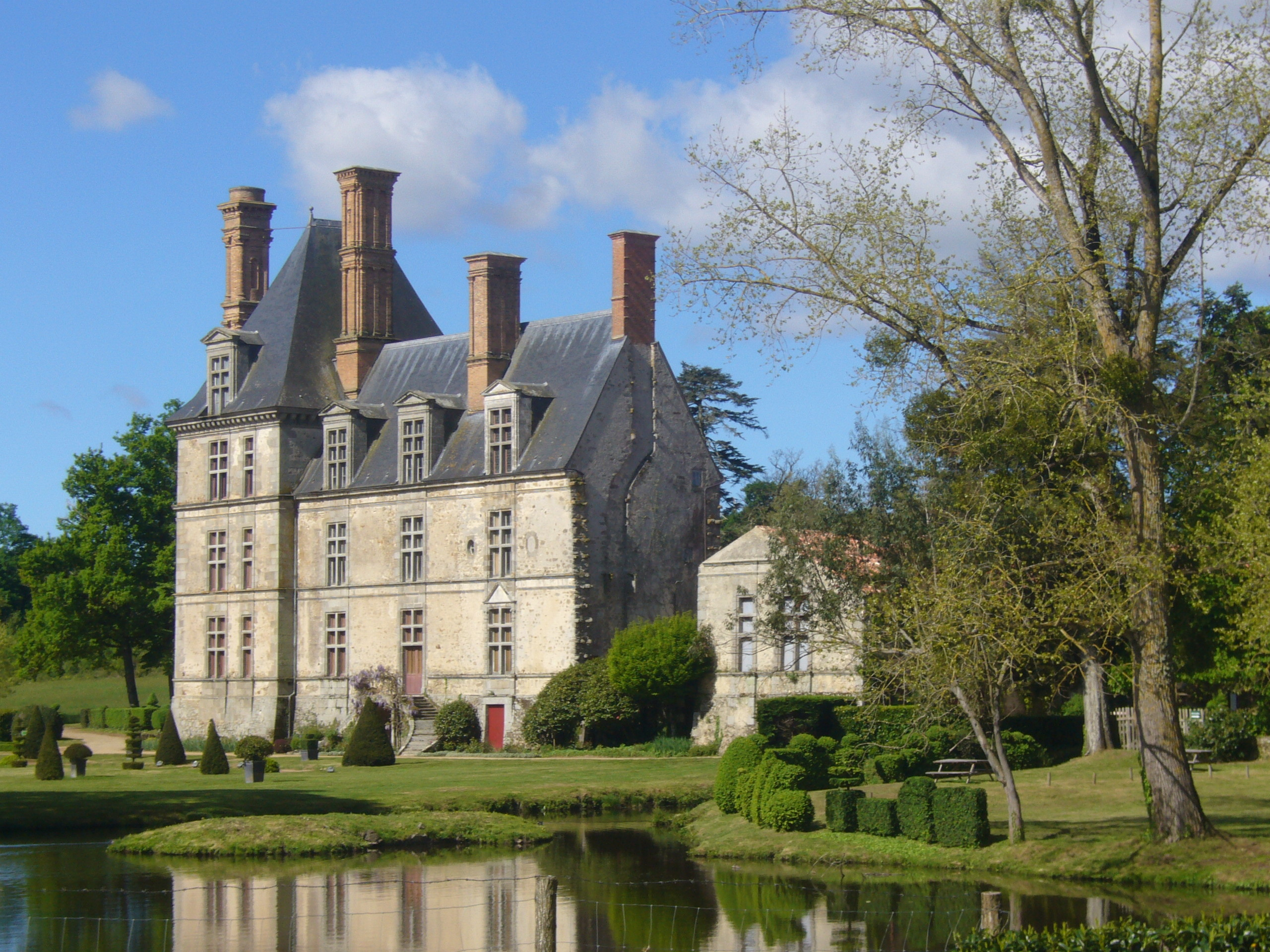
Ansicht des Schlosses La Guignardière von Nordosten

Das Schloss La Guignardière (französisch Château de la Guignardière) ist ein Renaissanceschloss bei Avrillé im Herzen der Vendée. Sein Bau wurde um das Jahr 1555 von Jean Girard begonnen, blieb aber unvollendet. Im 18. Jahrhundert wurde das Gebäude von seinem damaligen Eigentümer minimal verändert, erfuhr aber keine weiteren tiefgreifenden Umgestaltungen, sodass es heute eines der seltenen Renaissancebauwerke im westlichen Poitou (Bas-Poitou) ist. Ein zweigeschossiger Flügel mit Eckpavillon und markanten Kaminen sowie ein kurzer Seitentrakt sind erhalten. Anfang des 19. Jahrhunderts erfolgte unter dem Marquis de Saint-Denis die Umgestaltung des Schlossgartens zu einem englischen Landschaftspark im Geschmack der Zeit, in dem einige jungsteinzeitliche Menhire zu finden sind.
Am 28. Dezember 1978 wurde das Schloss La Gignardière als Monument historique unter Denkmalschutz gestellt. Seit 2001 betreibt der Eigentümer auf dem Schlossareal einen Freizeit- und Erlebnispark, dessen Besuch von April bis September auch die Besichtigung des Schlossgebäudes ermöglicht.

## Geschichte

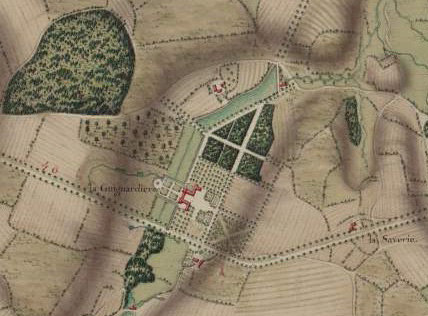
Schloss La Guignadière im sogenannten Trudaine-Atlas, 18. Jh.

Um 1555 begann Jean Girard, Brotmeister des französischen Königs Heinrich II., mit dem Bau eines Schlosses im Stil der Renaissance. Geplant war ein Corps de Logis mit zwei rechtwinkelig anschließenden Seitenflügeln und viereckigen Pavillonbauten an den Eckpunkten. Das dreiflügelige Gebäude in U-Form sollte einen Ehrenhof umschließen. Als der Bauherr 1563 während der französischen Religionskriege getötet wurde, war das Schloss aber noch nicht fertiggestellt. Die Baustelle wurde geschlossen, und das Gebäude blieb unvollendet.
Im 18. Jahrhundert kam das Anwesen durch Heirat von Marie Françoise Renée Marin an ihren Mann, den Grafen Sylvestre François du Chaffault. Durch ihn wurde das Schlossgebäude ein wenig verändert. Davon zeugen sein Wappen und die Jahreszahl 1773 an einem Fenster. Außerdem ließ er den Großen Teich (französisch Grand étang) südlich des Schlosses ausheben. Als bekennender Royalist musst er nach der Verhaftung Ludwigs XVI. in der Französischen Revolution außer Landes fliehen. Als er später nach Frankreich zurückkehrte, war sein Schloss von Revolutionären geplündert und viele Familienmitglieder erschossen worden.
Zu Beginn des 19. Jahrhunderts war La Guignardière Eigentum von Louis Barbe Juchereau, dem Marquis de Saint-Denis. Er ließ im Geschmack der Zeit die französischen Gärten des Anwesens in einen englischen Landschaftsgarten umgestalten. Viele der heutigen Bäume im Schlosspark wurden von ihm gepflanzt. Nach dem Marquis war die Familie Luce de Tremont Eigentümerin der Anlage. In ihre Zeit fällt die Nutzung der Pferdeställe im 19. Jahrhundert durch das Französische Nationalgestüt. Als Amedée Luce de Tremont Schlossherr war, mietete der ehemalige französische Ministerpräsident Georges Clemenceau im Jahr 1920 ein Haus in der Nähe des Schlosses, das zum Besitz von La Guignardière gehörte. Amedée fühlte sich davon sehr geehrt und verfügte, dass die Mieteinnahmen einer bedürftigen Familie zugutekommen sollten.
Seit 2001 betreibt der heutige Eigentümer auf dem Schlossareal einen Freizeitpark und vermarktet das Anwesen als „Schloss der Abenteurer“ (französisch Château des aventuriers). Seine geschichtliche Erlebnis und Rätselpfade stehen unter dem Motto „von der Vorgeschichte bis zu unseren Tagen“. Rund 70.000 Besucher kommen zwischen April und September jedes Jahr dorthin. Dabei sind nicht nur die Geschichtspfade und das Schlossgebäude Ziel der Besucher, sondern auch 23 Menhire, die sich auf dem Schlossgrund befinden. Seit über zehn Jahren finden jedes Jahr im Sommer archäologische Ausgrabungen auf der Domäne des Schlosses statt, um die dortigen Megalithanlagen genauer zu erforschen. Dabei fanden die Ausgräber Überreste neolithischer Wohnsiedlungen. Die ältesten gefundenen Spuren menschlicher Tätigkeiten in diesem Areal datieren auf das Jahr 9784 v. Chr.

## Beschreibung

### Architektur

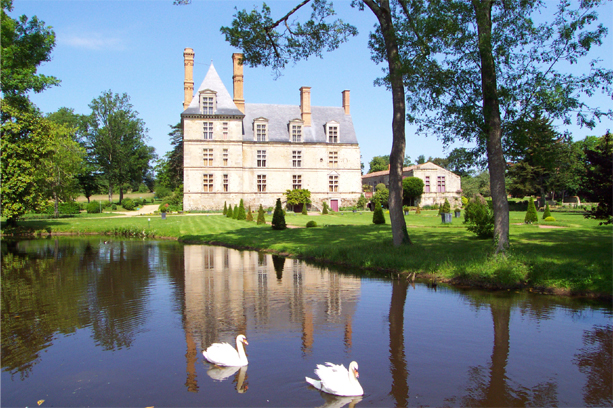
Blick über den Großen Teich zum Schloss

Das Schlossgebäude besteht aus einem zweigeschossigen Flügel mit drei Achsen und einem südlich daran anschließenden Eckpavillon mit drei Geschossen. Beide Bauten erheben sich auf einem hohen Kellergeschoss und besitzen verputztes Mauerwerk aus Feldsteinen. Dem Eckpavillon schließt sich nach Nordwesten ein kurzer, niedriger Seitenflügel mit nur einem Geschoss an, sodass das Schloss La Guignardière insgesamt einen L-förmigen Grundriss aufweist. Dies ist jedoch nur ein Teil des im 16. Jahrhundert geplanten und realisierten Baus. Einiges wurde nie fertiggestellt, während andere Partien einem Feuer während des Zweiten Weltkriegs zum Opfer fielen. Die Achsen des erhaltenen Teils werden durch Querstock- und doppelte Kreuzstockfenster gebildet. Eines von ihnen hebt sich durch seine Gestaltung von den übrigen ab. Es wurde im 18. Jahrhundert verändert, indem es eine Rahmung aus Pilastern mit ionischen Kapitellen und eine Bekrönung durch einen Dreiecksgiebel erhielt. Dessen Giebelfeld zeigt das Wappen des Grafen Sylvestre François du Chaffault und die Jahreszahl 1773. Da kaum architektonischer Schmuck an den Fassaden zu finden ist, macht das Gebäude einen schlichten und strengen Eindruck. Die Geschosse sind von hohen Schieferdächern abgeschlossen. Das Dach am Pavillon wird dabei von einem auf Kragsteinen ruhenden Kranzgesims getragen. Der bis zu 12 Meter hohe Dachstuhl ist noch original und stammt aus der Erbauungszeit. Die Eichenbalken, aus denen er besteht, wuchsen einst auf der Domäne des Schlosses. Auffällig heben sich die roten Schornsteine aus Backstein von dem Blau-grau der Dächer und dem hellen Verputz der Mauern ab. Einige von ihnen sind mehrstöckig und bis zu 35 Meter hoch.
Nördlich des Hauptgebäudes liegen die ausgedehnten Wirtschaftsbauten der Schlossanlage. Sie zeugen von der landwirtschaftlichen Vergangenheit des Anwesens. Erhalten sind heute unter anderem noch die Pferdeställe, die Behausung der Pferdeknechts, der Backofen und das Waschhaus.

### Innenräume
Alle Innenräume des Schlosses sind für Besucher zu besichtigen, vom Gewölbekeller bis zum Dachboden.
Im Esszimmer aß Amedée Luce de Tremont gemeinsam mit Georges Clemenceau, der mehrere Male sein Gast war. Es konnte mit einem großen Kamin aus der Zeit der Renaissance beheizt werden. Links des Kamins hängt eine Aubusson-Tapisserie aus dem 17. Jahrhundert an der Wand. Sie zeigt eine Szene aus dem Leben Caesars. Rechts vom Kamin hängt eine Tapisserie des 15. Jahrhunderts aus Oudenaarde mit Szenen aus dem Neuen Testament. Auf der Anrichte des Zimmers sind Porzellanteller aus Choisy-le-Roi und ein Service der Porzellanmanufaktur Nymphenburg ausgestellt. Ein Porträtgemälde aus dem 18. Jahrhundert zeigt Henriette-Louise de Bourbon, eine Tochter Louis III. de Bourbons, prince de Condé. Es wurde seinerzeit vom Marquis de Saint-Denis angeschafft.
Im Schlafzimmer des Königs (französisch Chambre du roi) ist ein breiter Kamin zu sehen, auf dessen Abzug eine Tapisserie hängt. Der Raum ist mit einem Himmelbett und einem bemalten Schrank möbliert, ein persischer Teppich bedeckt den Fußboden. Ein fünfteiliger Paravent aus dem 18. Jahrhundert gehört ebenfalls zur Ausstattung. Er weist eine Bemalung mit allegorischen Motiven auf.
Das Billardzimmer liegt in der Mittelachse der ursprünglich geplanten Schlossanlage. Der Salon besitzt eine Täfelung im Stil des Louis-seize. Zwei Sofas und ein Sekretär aus Mahagoniholz stammen aus der Zeit der Restauration, während eine kleine Pendeluhr und eine Kommode in der Zeit Ludwigs XVI. angefertigt wurden. Neben einem Porträt des Marschalls Jacques-François de Chastenet hängen einige Gemälde von Pierre Nicolas Huilliot an der Wand.
Der Große Salon (französisch Grand Salon) diente zugleich als Bibliothek. Architektonisch bestimmendes Element ist sein monumentaler Renaissancekamin an einer der Stirnseiten, der nach einem Entwurf von Sebastiano Serlio angefertigt wurde. Ein Teppich mit Akanthus- und Rosenmotiven nimmt einen großen Teil des parkettbelegten Fußbodens ein. Besondere Möbel sind eine Kommode aus dem 18. Jahrhundert mit Marketerien und eine Carteluhr mit Einlegearbeiten von André-Charles Boulle.
Die Geschosse des Schlosses sind durch eine monumentale Wendeltreppe aus Granit miteinander verbunden. Auf dem zweiten Treppenabsatz findet sich an der Decke das Wappen des Bauherrn Jean Girard und seiner Frau Valentine lʼOrfèvre.

### Schlosspark
Schloss La Guignardière ist von einem 86 Hektar großen Schlosspark im Stil eines englischen Landschaftsgartens umgeben. In ihm finden sich an mehreren Stellen Menhire aus der Jungsteinzeit. Eines der wenigen erhaltenen Elemente aus dem Anfang des 19. Jahrhunderts ersetzten französischen Garten ist die über 400 Meter lange Lindenallee, die von Nordwesten geradlinig auf das Schloss zuführt. Noch bis in das 18. Jahrhundert war sie im Norden von einem geometrisch gestalteten Gartenbereich flankiert. Zu sehen sind die heute nicht mehr erhaltenen, renaissancezeitlichen Kompartimente auf einem Plan des sogenannten Trudaine-Atlas aus dem 18. Jahrhundert. Darauf ist auch der Große Teich verzeichnet, der seinerzeit das Wasser zahlreicher kleiner Kanäle im Schlosspark aufnahm und ableitete. Heute ist er einer von drei großen Wasserflächen auf dem Schlossareal.
Im Landschaftsgarten stehen zahlreiche alte Bäume, so zum Beispiel 300-jährige Eichen. An Bäumen, die zu Beginn des 19. Jahrhunderts gepflanzt und entsprechend ein Alter von mehr als 200 Jahren erreicht haben, sind Sibirische Ulmen, Sumpfzypressen, Magnolien und Mammutbäume zu nennen. Darüber hinaus finden sich Obstbäume, Sträucher und mehrjährige Stauden im Schlosspark.
Südöstlich des Hauptgebäudes liegt ein französisch inspirierter Garten, der die Fläche eines ehemaligen, barocken Gartenparterres einnimmt. Er besteht aus einer großen Rasenfläche, auf der in Form geschnittene Buchsbäume und Eiben stehen. Umgeben ist der Garten von einem Weg, der mit rotem Sand ausgestreut ist. Er umrundet damit auch eine Frauenstatue in antiker Manier, die von dem vendeeischen Bildhauer Daniel Moulineau gestaltet worden ist.

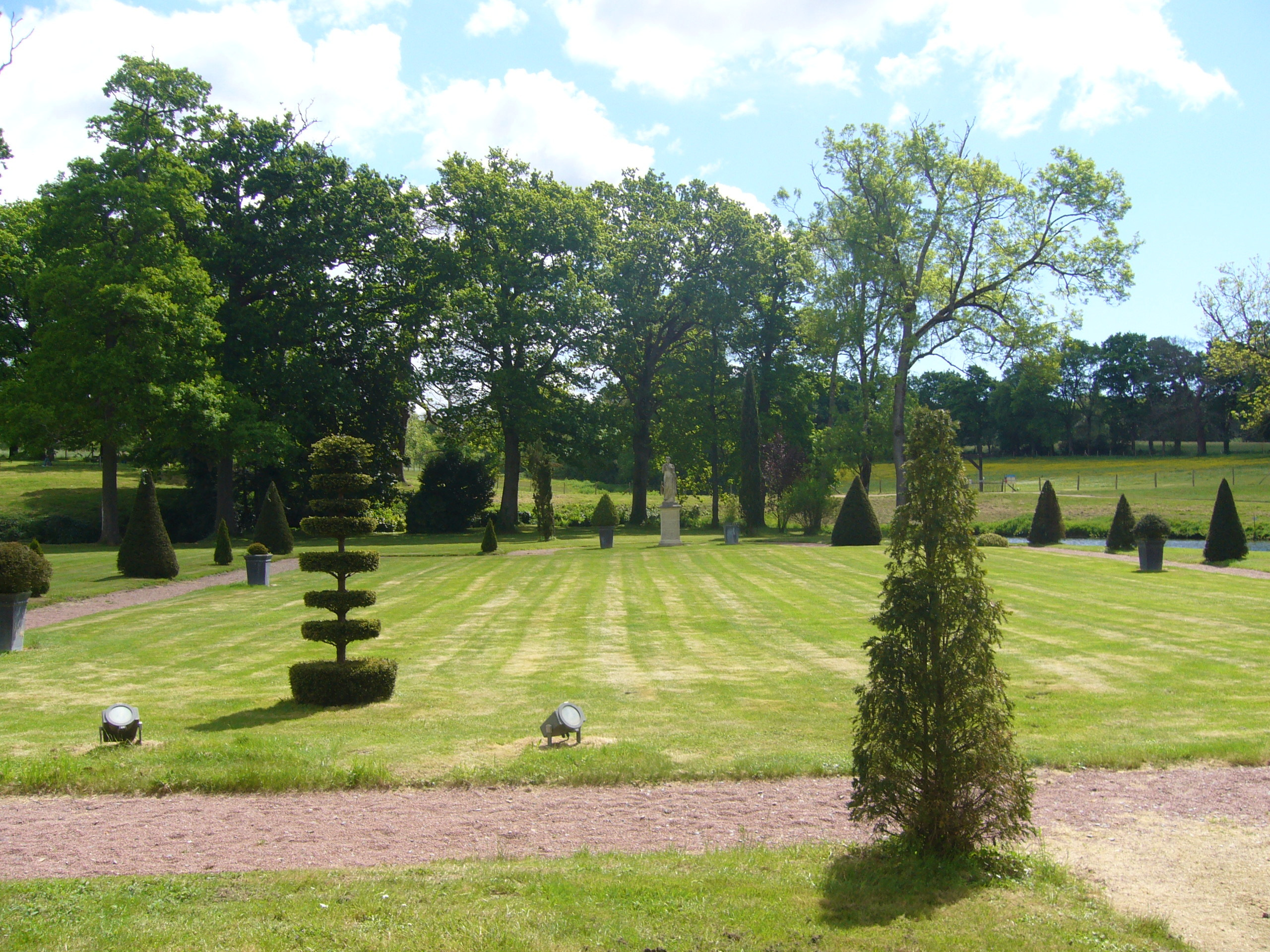
Französisch inspirierter Garten
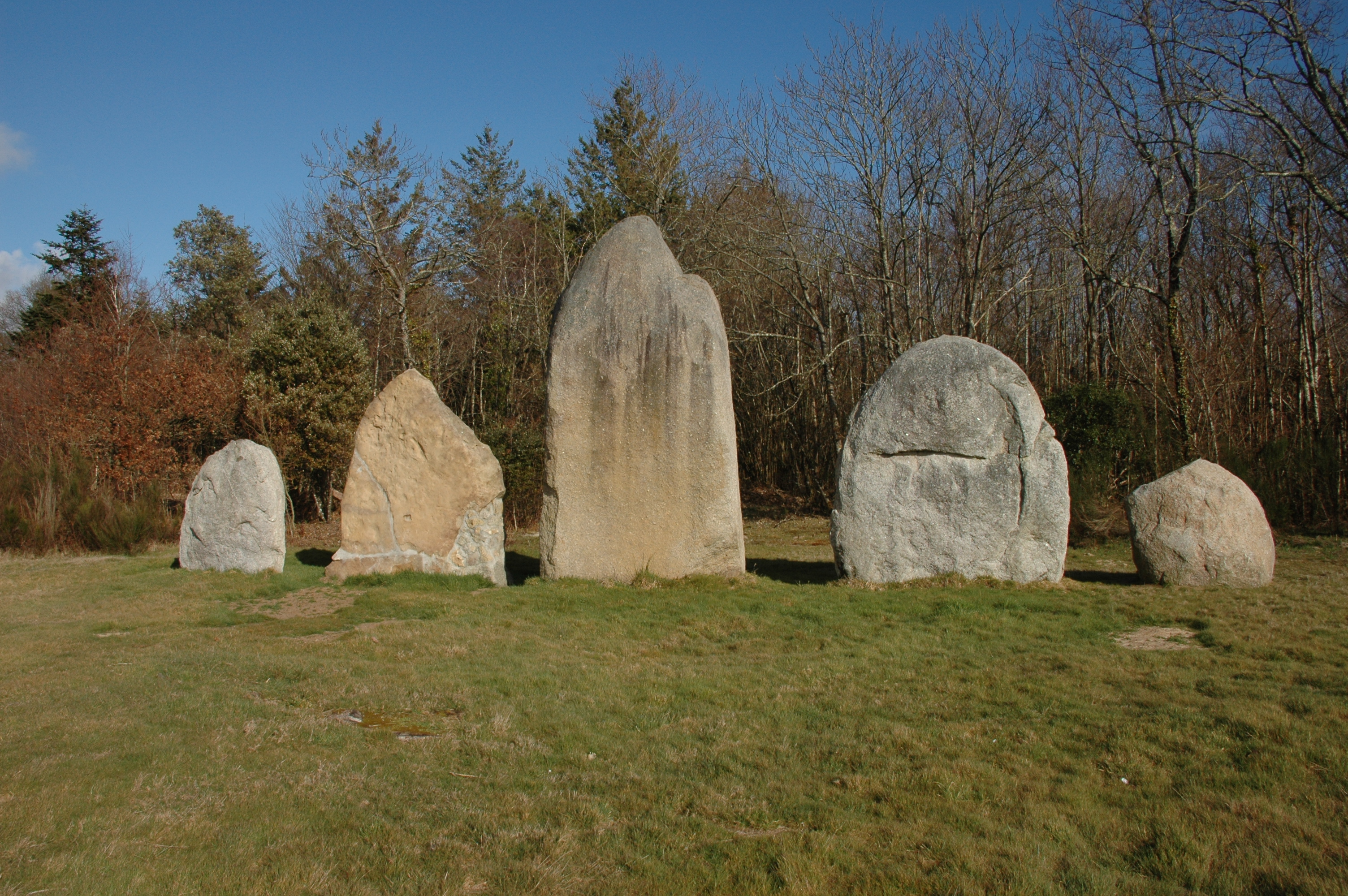
Menhire auf dem Schlossareal
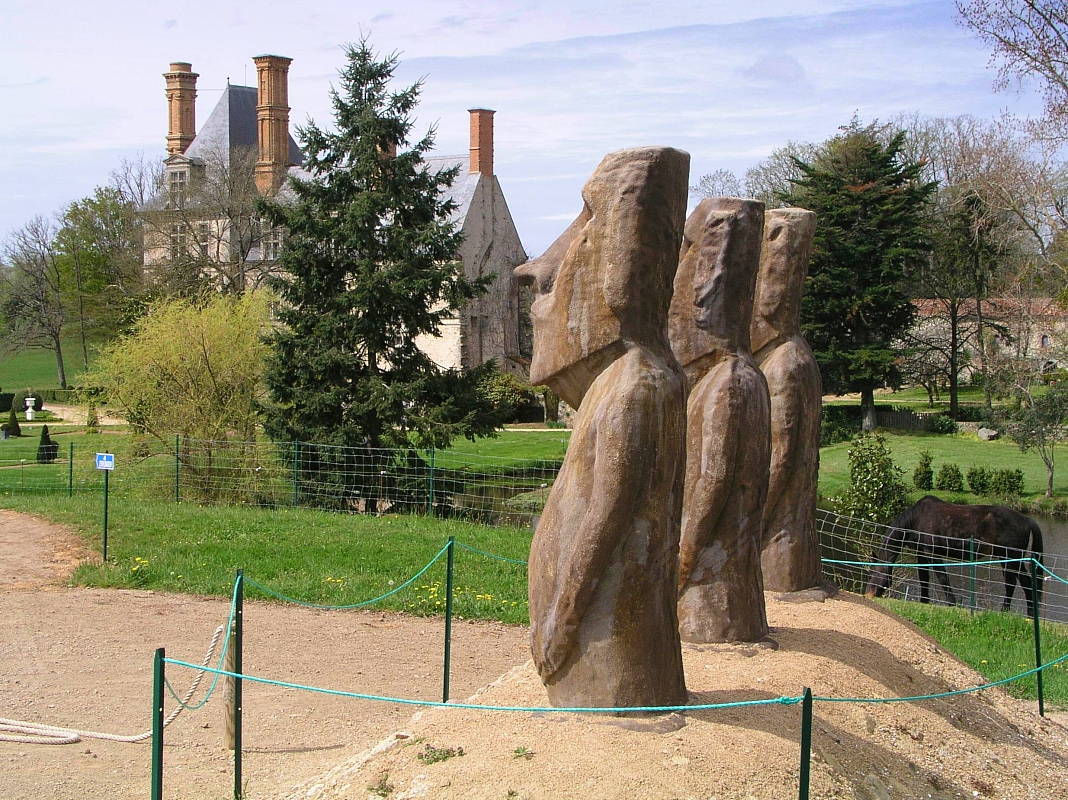
Station eines Erlebnispfades im Park